# يوم المحيطات للأطفال في هونغ كونغ
يوم المحيطات للأطفال في هونغ كونغ تم تنظيمه من جانب مؤسسة أوشن ريكفري أليانس للاحتفال بيوم المحيطات للأطفال في هونغ كونغ.

## التأسيس
بدأت مؤسسة ماليبو، وهي مؤسسة غير ربحية ومعفاة من الضرائب بموجب المادة رقم 501c3 من قانون الإيرادات الداخلية للولايات المتحدة الأمريكية ومقرها كاليفورنيا، تنظيم يوم المحيطات للأطفال لتعريف الأطفال بالمحيطات والشواطئ وتعزيز فهمهم للقضايا البيئية التي يواجهونها. وتم الاحتفال بأول يوم محيطات للأطفال في هونغ كونغ في 9 نوفمبر 2012. واجتمع أكثر من 800 طالب ومدرس ومتطوع في خليج ريبلس وساعدوا في تصميم عمل فني هوائي على شكل الدولفين الأبيض الصيني، تحت قيادة الفنان جون كويغلي، الذي يعمل لدى شركة Spectral Q. واستند التصميم إلى العمل الفني الذي قدمته ليونغ مان هين ذات السنوات التسع، والتي فازت بمسابقة الرسم عن هذا العمل.

## الهدف
رفع مستوى الوعي والفهم والتقدير بين شباب هونغ كونغ بشأن حالة المحيطات وصحة نظامها الإيكولوجي.

## الفعاليات
- مسابقة رسم الصور
- مهرجان أفلام الأطفال عن المحيطات في هونغ كونغ
- برنامج تعليم المحيطات الخاص بالمدارس
- فصول التعليم الخاص بالشواطئ
- مشروع الفن الهوائي البشري [2]

## وصلات خارجية
- Ocean Recovery Alliance
- Kids Ocean Week on Facebook  على فيسبوك.
- Short Video Kids Ocean Day HK
- Extended Video Kids Ocean Day HK
- Malibu Foundation
- Spectral Q